# Vi Châu
Vi Châu (chữ Hán giản thể: 涠洲; pinyin: Wéizhōu) là một hòn đảo thuộc Trung Quốc ở vịnh Bắc Bộ. Đây là đảo lớn nhất của tỉnh Quảng Tây. Đảo này nằm ở phía tây bán đảo Lôi Châu, phía đông Việt Nam. Đảo có diện tích 24,74 km², nhiệt độ bình quân năm: 23 °C, lượng mưa bình quân năm là: 1863 mm 
Đảo này có chiều dài nam-bắc 6,5 km, đông-tây 6 km. Bờ biển dài 15,6 km, với từ 6–10 km là bãi cát. Vi Châu cao hơn về phía nam, nơi có cảng Nam Loan (南灣港; pinyin: nánwān gǎng).
Từ năm 1869 đến 1879, người Pháp đã xây một nhà thờ theo phong cách Gothic cao 15 m ở thôn Thịnh Đường (盛塘村; pinyin: shèngtáng cūn), Vi Châu. Nhà thờ Thành Tử (城仔教堂) cũng được người Pháp xây năm 1880.